# Dan Paladin
Dan Paladin (Ohio, 14 de setembro de 1979), também conhecido como Synj, é um artista de games e designer estadunidense. Ele atualmente vive em San Diego, Califórnia, onde a The Behemoth se localiza. Ele também é um usuário ativo no Newgrounds.

## Carreira
Dan Paladin colaborou com o dono do Newgrounds, Tom Fulp, e começou a trabalhar na criação de jogos de navegador: Sack Smash 2001, Chainsaw the Children, Dad'n Me e, mais notavelmente, Alien Hominid.[carece de fontes?] Em 2002, Dan, junto com Tom Fulp, John Baez e Brandon LaCava criaram a desenvolvedora independente The Behemoth. Após a criação da empresa, Paladin projetou a versão remasterizada de Alien Hominid aclamada pela crítica, Alien Hominid HD, bem como o seu próximo jogo de beat'em up, Castle Crashers, onde o seu objetivo era salvar princesas raptadas e recuperar o cristal do rei. O seu terceiro título foi BattleBlock Theater, um jogo de plataforma com humor excêntrico, com o último sendo Pit People, uma aventura pós-apocalíptica cheia de missões aleatoriamente bizarras. Em 2015, Castle Crashers Remastered foi desenvolvido e lançou pela primeira vez no Xbox One. Atualmente Paladin está trabalhando em um novo projeto, o Alien Hominid Invasion.
Além da The Behemoth, Dan Paladin trabalhou para a Gratuitous Games e a Presto Studios. Ele também compôs a música polca de encerramento para os curtas animados de Cyanide & Happiness.

## Prêmios
Dan ganhou 35 prêmios, incluindo 14 recursos diários, quatro prêmios Weekly Users 'Choice Awards e uma seleção da equipe de revisão.[carece de fontes?] Castle Crashers, jogo em que Paladin é creditado como diretor de arte, ganhou dois prêmios no Independent Games Festival 2007: "Excellence In Visual Art" e "Audience Award".[carece de fontes?]